# Dreizack-Blattnasen
Dreizack-Blattnasen (Asellia) sind eine Gattung von Fledermäusen in der Familie der Rundblattnasen (Hipposideridae) mit vier Arten, die in Afrika und Asien vorkommen.
In einer Revision der Gattung aus dem Jahr 2011 werden vier Arten unterschieden:
- Die Südarabische Dreizackblattnase (Asellia arabica) kommt im Süden der arabischen Halbinsel vor.
- Die Somalische Dreizackblattnase (Asellia italosomalica) aus Somalia und von der Insel Sokotra.
- Patrizis Dreizackblattnase (Asellia patrizii) lebt in Äthiopien und Eritrea.
- Geoffroys Dreizackblattnase (Asellia tridens) kommt von Nordafrika über die Arabische Halbinsel bis nach Pakistan vor.

## Merkmale
Diese Fledermäuse erreichen eine Kopf-Rumpf-Länge von 46 bis 62 mm und eine Schwanzlänge von 16 bis 29 mm. Ihr Gewicht liegt bei 6 bis 10 g. Die Farbe des Fells variiert stark zwischen den verschiedenen Populationen, manche sind hellgrau mit rosa Schattierungen und andere haben ein orangebraunes bis gelbes Fell. Namensgebend ist ein Nasenblatt in Form eines Dreizacks, welches an das zentrale dreieckige Blatt anschließt. Weiterhin gibt es ein hufeisenförmiges Blatt vor dem mittleren Dreieck. Die Arten besitzen große annähernd nackte Ohren.

## Lebensweise

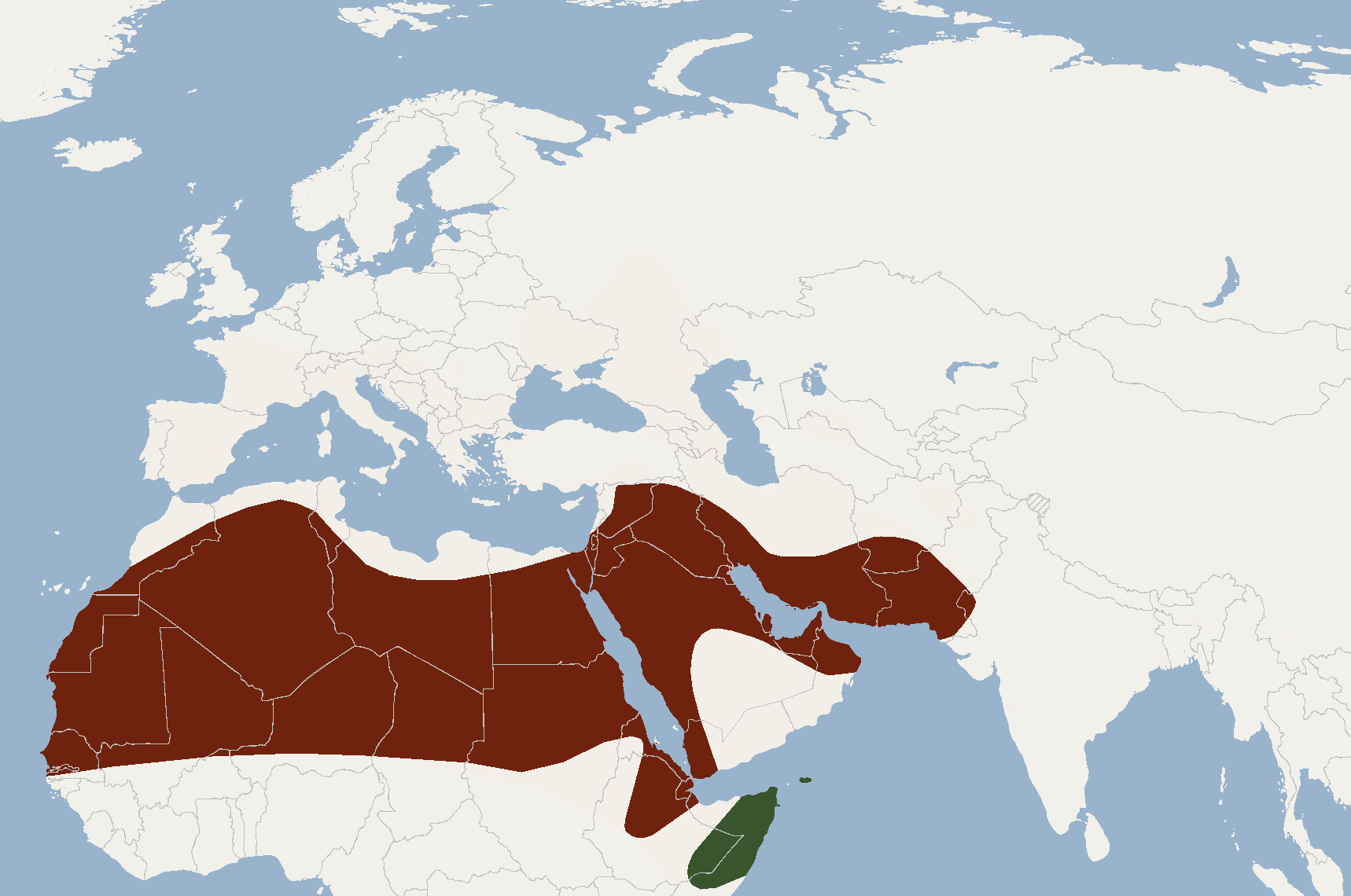
Verbreitungsgebiet der Dreizack-Blattnasen

Dreizack-Blattnasen leben in Wüsten, trockenen Grasländern oder in Gebirgen. Sie ruhen in Höhlen und anderen natürlichen Hohlräumen, oft in Oasen. Die Tiere bilden am Ruheplatz Kolonien von einigen hundert bis etwa 5.000 Exemplaren. Gelegentlich kommen gemischte Kolonien mit der Weißrandfledermaus (Pipistrellus kuhlii) oder mit Arten der Gattungen Coleura bzw. Triaenops vor. Im Versteck können Dreizack-Blattnasen Temperaturen von 38 °C ertragen. In kälteren Regionen, wie dem nördlichen Irak, halten sie dagegen zwei Monate Winterschlaf. Auf die Jagd begeben sich Gruppen von etwa 20 Exemplaren.
Mehrere eingefangene Weibchen waren mit einem Embryo trächtig. Zwischen Paarung und Geburt liegen schätzungsweise 9 bis 10 Wochen. Das Junge wird vermutlich 40 Tage gesäugt.

## Status
Die Arten werden ab und zu an ihren Ruheplätzen gestört. Weiterhin wirkt sich der Einsatz von Pestiziden in der Landwirtschaft negativ aus. Für den Gesamtbestand sind diese Faktoren weniger relevant und so werden zwei Arten von der IUCN als „nicht gefährdet“ (Least Concern) gelistet.

## Referenzliteratur
- Ronald M. Nowak: Walker's Mammals of the World. 2 Bände. 6. Auflage. Johns Hopkins University Press, Baltimore MD u. a. 1999, ISBN 0-8018-5789-9.